# Нитрид индия
Нитри́д и́ндия (InN) — бинарное неорганическое соединение металла индия и азота с формулой InN, чёрные кристаллы.

## Получение
- Разложение комплексного гексафтороиндиата натрия в атмосфере аммиака:

{\displaystyle {\mathsf {Na_{3}[InF_{6}]+NH_{3}\ \xrightarrow {600^{o}C} \ InN+3NaF+3HF}}.}
- Разложение гексафтороиндиата аммония:

{\displaystyle {\mathsf {(NH_{4})_{3}[InF_{6}]\ \xrightarrow {600^{o}C} \ InN+2NH_{4}F+4HF}}.}

## Физические свойства
Нитрид индия образует чёрные диамагнитные кристаллы гексагональной сингонии, пространственная группа P 6mc, параметры ячейки a = 0,3533 нм, c = 0,5692 нм, Z = 2.
Полупроводник с шириной запрещённой зоны порядка ~0,7 эВ , в зависимости от температуры. При температурах ниже 4 К — сверхпроводник.

## Применение
Нитрид индия добавляют в нитрид галлия при производстве ультрафиолетовых, синих светодиодов. Перспективен также как материал для солнечных батарей, с утилизацией света с длиной волны до 1900 нм.

## Лите[1]ратура
- Справочник химика / Редкол.: Никольский Б.П. и др.. — 2-е изд., испр. — М.—Л.: Химия, 1966. — Т. 1. — 1072 с.
- Рипан Р., Четяну И. Неорганическая химия. Химия металлов. — М.: Мир, 1971. — Т. 1. — 561 с.